# Tenth Island
Tenth Island (auch Barrenjoey genannt) ist eine kleine Insel und ein Naturschutzgebiet  mit einer Fläche von 900 m2. Sie ist Teil der Waterhouse-Island-Gruppe an der Nordostküste Tasmaniens. Die Insel hat keine Vegetation und sie wird zum großen Teil von den Winterstürmen überspült.

## Fauna
Die Insel hat eine große Kolonie von Südafrikanischen Seebären, in der jedes Jahr bis zu 400 Tiere geboren werden.  Schwarzgeschichtsscharben brüten ebenfalls auf der Insel und Zwergpinguine leben dort.

## Haiangriff
Beim Gerätetauchen an der Seebärenkolonie wurde am 5. Juni 1993 Therese Cartwright durch einen fünf Meter langen Weißen Hai getötet.